# Luis de Jesús de Borbón
Luis de Jesús María Isabel José Francisco de Asís Sebastián de Borbón y Borbón (1864-1889), i duque de Ánsola, fue un aristócrata español. Pese a que sus padres eran ambos Infantes de España y Altezas Reales, don Luis de Jesús nunca ostentó tal dignidad ni tratamiento. Descendía por varonía de una línea menor de la Casa Real de España originada por el Infante Don Gabriel (hijo de Don Carlos III), que estaba estrechamente ligada a la Casa Real portuguesa y que no había incurrido en morganatismo y en la que estuvo vinculado el priorato de Castilla y León de la Orden de San Juan de Jerusalén.

## Filiación
Era hijo tercero de los Infantes de España Don Sebastián Gabriel de Borbón y Braganza, Infante también de Portugal, Gran Prior de San Juan, y Doña María Cristina de Borbón, su segunda mujer, hermana del Rey Don Francisco de Asís.
Sus abuelos paternos fueron los Infantes de España y de Portugal Don Pedro Carlos de Borbón y Braganza y Doña María Teresa de Braganza y Borbón, su mujer y prima, Princesa de Beira, hija del Rey Juan VI de Portugal, la cual en segundas nupcias casó con Don Carlos María Isidro, también primo suyo, pretendiente al trono español y fundador de la dinastía carlista.
Y los maternos, el Infante de España Don Francisco de Paula de Borbón y Borbón Parma, hijo del Rey Carlos IV, y la princesa Doña Luisa Carlota de las Dos Sicilias, hija del Rey Francisco I. 
Aunque tanto su padre como su madre fueran por nacimiento Infantes de España y estuvieran estrechamente emparentados con la Familia Real española, don Luis de Jesús no ostentó dicha dignidad ni el tratamiento de Alteza Real, pues así se había decidido para todos los hijos del Infante Don Sebastián Gabriel, en parte por consideraciones económicas: ya que la vasta fortuna particular de este infante sería suficiente para mantener dignamente a su prole, y así se ahorraba esta carga a las arcas del Estado.

## Biografía
Don Luis de Jesús nació en Madrid el 17 de enero de 1864, durante el reinado de Isabel II, que era prima y cuñada de su madre. Con cuatro años de edad, tuvo que exiliarse en Francia con su familia tras el destronamiento de la Reina, aunque pudo regresar a España unos años después, tras el Restauración de la Monarquía en la persona de Alfonso XII, su primo hermano. 
Su padre, el Infante Don Sebastián Gabriel, falleció en 1875, y en vista de que su madre era una mujer de escasas luces intelectuales, la tutela y curatela de todos los hijos del matrimonio fue supervisada por el Rey y encomendada a don José Mariano Quindós y Tejada, marqués de San Saturnino. En 1880 el marqués de San Saturnino, intentó conservar para el mayor de estos, los derechos de su padre como gran prior de Castilla de la Orden de San Juan. Esta petición no fue atendida considerándose que esta dignidad la había ejercido el infante de forma vitalicia.
Don Luis de Jesús fue educado en Madrid y Viena, aunque nunca fue un hombre brillante. En 1887 la Reina Regente Doña María Cristina de Austria le confirió el título de duque de Ánsola, con Grandeza de España. 
Un año antes de recibir el título ducal, el 13 de mayo de 1886, don Luis de Jesús había contraído matrimonio con doña Ana Germana Bernaldo de Quirós y Muñoz (llamada familiarmente Poulot), hija de los marqueses de Campo Sagrado. Tenían parentesco de primos segundos, pues ella era nieta de la Reina Gobernadora Doña María Cristina de Borbón Dos Sicilias, hermana de la Princesa Doña Luisa Carlota, abuela de don Luis.
El matrimonio se estableció primero en París, donde les nació su primer hijo, pero la frágil salud del duque le obligó a trasladarse a Argel, buscando un clima más benigno. Doña Ana Germana no le acompañó, y en ausencia de su marido parece que trabó una relación amorosa con el diplomático español Manuel Méndez de Vigo. Un segundo embarazo la obligó a reunirse con el duque en Argel para guardar las apariencias, aunque ya por entonces en su entorno se cuestionaba la paternidad de la criatura.
Don Luis de Jesús no llegaría a conocer a su segundo hijo, pues falleció en Argel el 24 de enero de 1889. El niño nació el 3 del febrero siguiente, habiendo sido aceptado como hijo por el difunto duque en sus últimas disposiciones.
El cadáver de don Luis de Jesús fue enterrado inicialmente en Toledo, en el panteón familiar de los condes de Guenduláin, primos de la duquesa viuda. El 30 de noviembre de 1890 doña Ana Germana contrajo matrimonio con Méndez de Vigo, con quien tuvo siete hijos más. Falleció el 11 de septiembre de 1934 en su palacio de Villoria (Asturias).
El ducado de Ánsola lo ostenta actualmente doña Cecilia Walford y Hawkins, descendiente de don Francisco María de Borbón, duque de Marchena, hermano mayor de don Luis de Jesús.

## Descendencia
Aunque se discuta su verdadera paternidad, el duque de Ánsola tuvo oficialmente dos hijos:
- Luis Alfonso de Borbón  (1887-1942), II duque de Ánsola. En 1914 casó en Londres con Beatrice Harrington, pero no tuvo descendencia legítima.

- Manfredo Luis de Borbón y Bernaldo de Quirós (1889-1979), I duque de Hernani y III de Ánsola. Casó dos veces, pero no tuvo hijos. El ducado de Hernani lo heredó, a su muerte, la Infanta Doña Margarita, hermana menor del Rey Don Juan Carlos.